# Четин Садула
Четин Садула (на турски: Çetin Sadullah) е български футболист, от турски произход, десен полузащитник, капитан на Витоша (Бистрица).

## Кариера
Юноша е на ПФК Левски (София), но за първия състав Садула има само 1 среща, и то като резерва на Николай Димитров, през сезон 2005 – 2006, в срещата срещу ПФК Беласица (Петрич), играна на 31 май 2006 г. и загубена от Левски с 2 – 1.
По-късно е преотстъпван последователно на ПФК Родопа (Смолян), ПФК Дунав (Русе) и ФК Свиленград 1921. През 2008 година договорът му с ПФК Левски е прекратен по взаимно съгласие, след което Садула се присъединява към ПФК Калиакра (Каварна).
В Калиакра редовно е титуляр, като играе предимно като десен полузащитник страна, но е използван и като дясно крило. Садула прави своя дебют за Калиакра на 10 август 2008 г. в домакинския мач срещу ФК Черноморец (Балчик) в Б ПФГ. Вкара първия си гол за отбора в мач срещу ФК Свиленград 1921, на 20 септември 2008 година.
През 2009 – 2010 Садула играе в 27 мача за отбора в българската Б група, вкарва и четири гола.
През януари 2011 година е привлечен в състава на ПФК ЦСКА (София). През пролетта на 2012 се завръща в „Калиакра“ (Каварна), след като не успява да се наложи в ЦСКА. В края на сезона, каварненци изпадат в Б група, а Садула е привлечен от новия член на елита – Етър.
През януари 2013 отива в „Локомотив“ (Пловдив) след разтрогване на договора с „Етър“ (Велико Търново).